# Kristian Eidnes Andersen
Kristian Eidnes Andersen (* 2. Juli 1966 in Faxe) ist ein dänischer Komponist und Tontechniker.

## Karriere
Kristian Eidnes Andersen absolvierte sein Filmstudium an der Den Danske Filmskole. Nach seinem Studium fand er sofort Arbeit als Tontechniker für unterschiedliche Film- und Fernsehproduktionen. So war er als Sounddesigner für mehrere Spielfilme von Lars von Trier tätig, darunter Idioten und Breaking the Waves.
Mit seiner Musik zu der von Christian Dyekjær inszenierten Komödie Spillets regler debütierte Andersen 2008 im Alter von 42 Jahren als Filmkomponist für einen Langspielfilm. Seitdem war er für über 80 Filmmusiken von Lang-, Kurz, Dokumentar- und Spielfilmen verantwortlich. Für seine Musik zu Der Mann, der die Welt rettete, Fantasten und Lucia und der Weihnachtsmann wurde er jeweils als Bester Komponist für einen Robert nominiert. Die Auszeichnung selbst gewann er 2010 für seine Musik zu Submarino.
Neben seiner Tätigkeit beim Film führt er aktuell die Fakultät für Tontechnik an der Den Danske Filmskole.

## Filmografie (Auswahl)
- 2008: Spillets regler
- 2010: Blood in the Mobile (Blood I Mobilen)
- 2010: Gekidnappt (Kidnappet)
- 2010: Submarino
- 2011: ID:A – Identität anonym (ID:A)
- 2012: The Human Scale
- 2013: Ida
- 2014: Der Mann, der die Welt rettete (The Man Who Saved the World)
- 2015: Saboteure im Eis – Operation Schweres Wasser (Kampen om tungtvannet)
- 2016: Das Mädchen aus dem Norden (Sameblod)
- 2016: Herzstein (Hjartasteinn)
- 2017: Fantasten
- 2018: Petra
- 2018: Lost Warrior
- 2018: Lucia und der Weihnachtsmann (Julemandens datter)
- 2019: Quicksand – Im Traum kannst du nicht lügen (Störst av allt, Fernsehserie)
- 2019: Vivarium – Das Haus ihrer (Alp)Träume (Vivarium)
- 2020: Mina und die Traumzauberer (Drømmebyggerne)
- 2021: Der Kastanienmann (Kastanjemanden, Fernsehserie)
- 2022: Beautiful Beings (Berdreymi)
- 2022: Das Blau des Kaftans (Le bleu du caftan)
- 2022: Tödliche Recherchen – Der Mord an Ján Kuciak (The Killing of a Journalist)
- 2022: Into the Ice
- 2022: Royalteen
- 2024: Rumours